# Tintinnabuli
Tintinnabuli (genitiv singuralis av latinets tintinnabulum, "klocka") är en kompositionsteknik skapad av den estniske kompositören Arvo Pärt. Han introducerade denna stil för första gången i Für Alina (1976), Cantus In Memoriam Benjamin Britten (1977) och Spiegel Im Spiegel (1978). Den enkla stilen är starkt influerad av gregoriansk sång.